# Cefozopran
Cefozopran este un antibiotic din clasa cefalosporinelor de generația a patra, utilizat în tratamentul unor infecții bacteriene.